# Nicolás Colazo
Nicolás Carlos Colazo (Buenos Aires, Argentina, 8 de juliol de 1990) és un futbolista argentí que juga com a migcampista esquerre o lateral esquerre i el seu club actual és el Boca Juniors de la Primera Divisió de l'Argentina. És públicament conegut el seu compromís amb Solange Rivas amb qui va contraure matrimoni el 24 de maig de 2014.

## Boca Juniors
Als 12 anys es va unir a Boca Juniors, on va jugar en totes les divisions inferiors. El seu debut en primera divisió va ser el 4 de juliol de 2009 contra Colón de Santa Fe, partit que Boca va guanyar 3 a 1. Colazo va participar en les 3 jugades que van acabar en gol. El gener de 2010 va marcar el seu primer gol, en un partit amistós davant Sant Lorenzo en l'estadi José María Minella de Mar del Plata. El 22 de gener de 2011 va marcar un gol en el superclásico enfront de River Plate en el torneig amistós d'estiu.
Des de l'arribada de Julio César Falcioni com a director tècnic de Boca Juniors, Colazo havia aparegut en els Xeneizes com a titular durant tot el Torneig Clausura 2011. El 13 de febrer de 2011 va debutar en el torneig com a titular, davant Godoy Cruz en la derrota 1-4. El 17 d'abril marca el seu primer gol en el torneig, en l'empat 3-3 davant Tigre. El 24 d'abril marca el seu segon gol consecutiu, davant Club Atlético Huracán, en la golejada 3-0. El 12 de juny marca el seu tercer gol en el campionat, a Banfield. Tal vegada aquest torneig, hagi estat el millor en tota la seva etapa en Boca Juniors.
Quan va començar el Torneig Obertura 2011 no va tenir el nivell esperat. El 15 d'agost marca el seu primer gol en el torneig, contra Club Atlético Unión de Santa Fe en la golejada 4 a 0. El diumenge 19 de febrer de 2012, el juvenil del Xeneize va sofrir una greu lesió en la cama esquerra, després de ser travat per Rodrigo Erramuspe, qui va aparèixer per interceptar la seva rematada.
El volant va marxar als 30 minuts del camp de joc, quan havia ingressat deu minuts abans. En retirar-se va sortir amb molt dolor i va ser traslladat en ambulància a una clínica, després de finalitzar el partit. Després es confirmaria que Nicolás Colazo va sofrir la fractura de la seva tíbia i peroné esquerra, per la qual cosa es perdria el Torneig Clausura. Julio César Falcioni i Carlos Bianchi ho tindrien en compte després de la seva recuperació, quan va estar llest per als tornejos Inicial 2012 i Final 2013. Va ser molt irregular en la temporada sent de vegades suplent i altres titular, va jugar en total 25 partits i no va fer gols. Va ser cedit a préstec a un club en cerca de continuïtat.

## All Boys
Va ser cedit a préstec a All Boys, dirigit per Julio César Falcioni. En el conjunt de Boscatge, Colazo va disputar 19 partits, tots ells com a titular, i va marcar 1 gol. Finalitzat el seu préstec, va tornar en 2014 a Boca Juniors.

## Segona etapa en Boca Juniors
El club Xeneize decideix fer ús de la clàusula de posar fi a la cessió, per la qual cosa torna per disputar la segona etapa de la temporada, encarant així, el Torneig Final 2014 amb el club que ho va veure néixer. Després de l'acomiadament de Carlos Bianchi i l'arribo de Rodolfo Arruabarrena com a nou entrenador del club, el jugador a força de bons rendiments es converteix en un dels pilars de l'equip jugant com a defensor lateral esquerre, una posició no habitual per el. El 28 de gener de 2015, marca el gol que classifica a Boca a la Copa Libertadores 2015 en el desempat jugat contra Velez Sarsfield. El 17 de març del mateix any, va convertir el primer doblet de la seva carrera davant el Zamora FC de Veneçuela, en la golejada 5-1 del Xeneize.

## Internacional
Va disputar amb la selecció del seu país Sub-15 el Campionat Sud-americà de Futbol Sub-15 2005 que es va dur a terme a Bolívia, ingressant en el segon temps en la primera data contra Perú. En aquesta competència la selecció va aconseguir el subcampionat, perdent la final contra Brasil per 6 a 2.